# McCombe Lake
McCombe Lake är en sjö i Kanada.   Den ligger i provinsen British Columbia, i den södra delen av landet, 3 500 km väster om huvudstaden Ottawa. McCombe Lake ligger 134 meter över havet. Arean är 0,14 kvadratkilometer. Den sträcker sig 0,6 kilometer i nord-sydlig riktning, och 0,5 kilometer i öst-västlig riktning.
I omgivningarna runt McCombe Lake växer i huvudsak barrskog. Runt McCombe Lake är det mycket glesbefolkat, med 3 invånare per kvadratkilometer.